# Hilmar Hoffmann

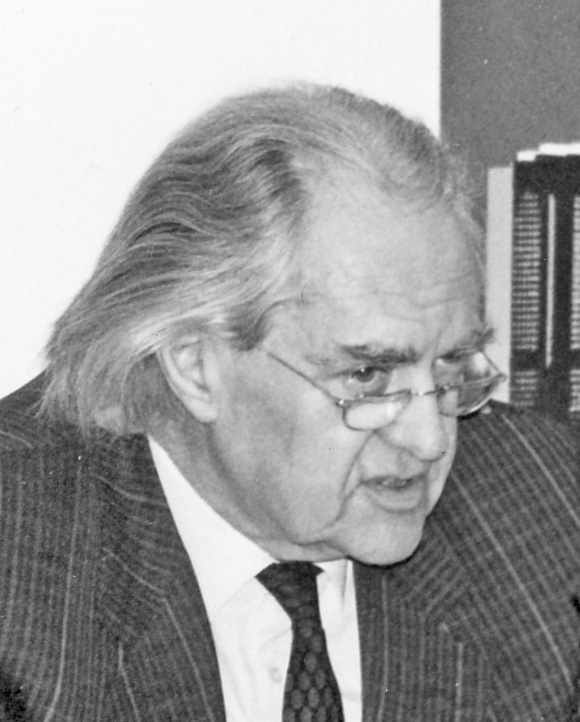
Hilmar Hoffmann (1989)

Hilmar Hoffmann (* 25. August 1925 in Bremen; † 1. Juni 2018 in Frankfurt am Main) war ein deutscher Kulturpolitiker und -funktionär. Er war außerdem ausgebildeter Regisseur (Folkwang Hochschule) und diplomierter Dolmetscher für Englisch. Bereits anderthalb Jahre nach seiner Heimkehr aus der Kriegsgefangenschaft begann er 1949 unter seinem Lebensmotto Kultur für alle! seine – bis ans Lebensende reichende – Karriere, als Gründer und Initiator kultureller Initiativen und Einrichtungen. Dabei beeindruckt seine überragende Bandbreite von der Taubenzucht (Das Taubenbuch, 1982) über die Volkshochschule und die Oberhausener Kurzfilmtage, sein 20-jähriges Wirken als Kulturdezernent in Frankfurt am Main, seine zahlreichen Veröffentlichungen und Bücher, nationalen und internationalen Lehr- und Vortragstätigkeiten bis zu seiner Zeit als Präsident des Goethe-Instituts (1993–2001) und darüber hinaus.

## Leben
Hilmar Hoffmann, Sohn des Bremer Textil-Kaufmanns Felix Hoffmann, besuchte von 1936 bis 1943 das Gymnasium in Lünen/Westfalen und Oberhausen, wo er an der damaligen Horst-Wessel-Oberschule sein Notabitur machte. Am 1. April 1943 beantragte er die Aufnahme in die NSDAP und wurde zum 20. April desselben Jahres aufgenommen (Mitgliedsnummer 9.596.961). Mai 1944 begann er seinen Kriegsdienst bei den Fallschirmjägern. 1944 geriet er in der Normandie in amerikanische Kriegsgefangenschaft.
Nach Kriegsende studierte Hoffmann Regie an der Folkwang Hochschule für Musik und Theater in Essen und arbeitete als Regieassistent an den Bühnen der Stadt Essen.
1951 wurde er in Oberhausen der jüngste Direktor einer Volkshochschule und gründete dort 1954 die Westdeutschen Kulturfilmtage (später Internationale Kurzfilmtage Oberhausen), die 1962 Plattform für das Oberhausener Manifest wurde, in dem die Protagonisten der Bewegung „Junger deutscher Film“ (darunter beispielsweise Alexander Kluge, Edgar Reitz, Peter Schamoni und andere) „Papas Kino“ für tot erklärten. Von 1965 bis 1970 war er Sozial- und Kulturdezernent der Stadt.
Zwischen 1970 und 1990 war er Kulturstadtrat (Kulturdezernent) in Frankfurt am Main und initiierte die städtische Förderung freier Gruppen im Kulturbereich, was er auf die Kurzformel „Kultur für alle“ brachte. Anfang der 1970er Jahre initiierte er ein Mitbestimmungsmodell am Schauspiel Frankfurt. Zu den geförderten Institutionen gehörte auch eines der ersten kommunalen Kinos in Deutschland. Wichtig waren ihm auch Neugründungen wie das Künstlerhaus Mousonturm und Einrichtungen von Museen (Initiator des Museumsufers), Stadtteilbibliotheken und soziokulturellen Zentren wie etwa Bürgerhäusern. Aufgrund seines hervorragenden Rufs blieb der Sozialdemokrat auch im Amt, als die Stadtregierung 1977 von der CDU gestellt wurde.
Von 1993 bis 2001 war Hoffmann – als Nachfolger von Hans Heigert – Präsident des Goethe-Instituts in München.
Er lehrte Filmtheorie und Kulturpolitik an den Universitäten von Bochum, Frankfurt, als Honorarprofessor in Marburg, als Gastprofessor in Jerusalem und Tel Aviv. Zudem engagierte er sich als Kuratoriumsmitglied in der Stiftung Lesen in Mainz, deren Leiter er fünf Jahre war. In späteren Jahren plädierte er für eine Abkehr von der ideologisch linken Ausrichtung soziokultureller Arbeit und war zunehmend für eine Betonung der „Sinnlichkeit“ von Kultur. 1990 malte der bekannte Künstler Gerhard Richter Hoffmann in einer staatstragenden Pose. Er stellte das Werk 2014 dem Museum für Moderne Kunst in Frankfurt am Main, ebenfalls eine Gründung Hoffmanns, als Dauerleihgabe zur Verfügung.
Anfang Oktober 1996 unterzeichnete Hoffmann die Frankfurter Erklärung zur Rechtschreibreform. „Sogar der Präsident des Goethe-Instituts, Hilmar Hoffmann, hielt einen Boykott gegen die Rechtschreibreform für sinnvoll“, hieß es seinerzeit in einem Bericht des Goethe-Instituts New York. Als Mitglied des deutschen PEN-Zentrums rief der Goethe-Instituts-Chef Hilmar Hoffmann seine Kollegen auf, sich angesichts der ungebrochenen Ablehnung in weiten Teilen der Bevölkerung für eine Rücknahme der Reform auszusprechen. Schließlich unterzeichnete Hoffmann Anfang Oktober 2004 auch den Frankfurter Appell zur Rechtschreibreform.
Im Auftrag des damaligen hessischen Ministerpräsidenten Roland Koch wurde Hoffmann 2001 Vorsitzender der Hessischen Kulturkommission. Er war von 1985 bis 2011 Vorsitzender des Verwaltungsrats im Deutschen Filminstitut – DIF/Deutschen Filmmuseum in Frankfurt am Main. Von 1990 bis 2011 war er Vorsitzender des Programmbeirats von RTL (Köln) und Hit Radio FFH.
Hilmar Hoffmann starb am 1. Juni 2018 in Frankfurt am Main im Alter von 92 Jahren.

## Ehrungen und Auszeichnungen
- 1970 – Ehrenring der Stadt Oberhausen
- 1976 – Filmband in Gold für langjähriges und hervorragendes Wirken im deutschen Film
- 1985 – Honorarprofessor an der Philipps-Universität Marburg[15]
- 1985 – Chevalier de l’ordre des Arts et des Lettres
- 1985 – Goethe-Plakette des Landes Hessen
- 1988 – Helmut-Käutner-Preis
- 1988 – Friedrich-Stoltze-Preis
- 1989 – Ehrenbürger der Universität Tel Aviv
- 1990 – Goethe-Plakette der Stadt Frankfurt am Main
- 1990 – Großes Bundesverdienstkreuz des Verdienstordens der Bundesrepublik Deutschland
- 1990 – Österreichisches Ehrenkreuz für Wissenschaft und Kunst
- 1995 – Ehrensenator der Johann Wolfgang Goethe-Universität Frankfurt am Main
- 1996 – Hessischer Verdienstorden
- 1997 – Ehrendoktorwürde der Otto-Friedrich-Universität Bamberg
- 1999 – Ehrendoktorwürde der Universität Hildesheim
- 2002 – Großes Bundesverdienstkreuz mit Stern des Verdienstordens der Bundesrepublik Deutschland
- 2002 – Das Glas der Vernunft (Kassel)
- 2002 – Paul-Klinger-Preis
- 2003 – Wilhelm-Leuschner-Medaille
- 2003 – Waldemar-von-Knoeringen-Preis der Georg-von-Vollmar-Akademie
- 2007 – Verdienstorden des Landes Nordrhein-Westfalen
- 2012 – SPIO-Ehrenmedaille für Verdienste um den deutschen Film und den Film in Deutschland
- 2012 – Hessischer Kulturpreis[16]
- 2016 –  Verleihung der Ehrenmitgliedschaft im Kultur für ALLE e. V.

## Veröffentlichungen (Auswahl)
- Kultur für alle. Perspektiven und Modelle. Frankfurt am Main 1979, ISBN 3-10-033005-6.
- Das Taubenbuch. Frankfurt am Main 1982
- „Und die Fahne führt uns in die Ewigkeit – Propaganda im NS-Film“. Fischer-Taschenbuch-Verlag, Frankfurt a. M. 1988, ISBN 3-596-24404-8.
- Warten auf die Barbaren. Frankfurt am Main 1989
- Kultur als Lebensform. Frankfurt am Main 1990
- Mythos Olympia. Das Werk Leni Riefenstahls. Berlin 1993.
- Erinnerungen. Suhrkamp, Neufassung, Frankfurt 2003, ISBN 978-3-518-39784-8.
- Die großen Frankfurter. Frankfurt am Main 2004.
- Lebensprinzip Kultur. Schriften und Aufsätze. 1957 – 2006. Societäts-Verlag, Frankfurt am Main 2006, ISBN 978-3-7973-0963-1.
- Frankfurts starke Frauen. Frankfurt am Main 2006; 3. Auflage, Societäts Verlag, Frankfurt am Main 2014, ISBN 978-3-95542-101-4.
- Das Frankfurter Museumsufer. Frankfurt am Main 2009, ISBN 978-3-7973-1128-3.
- Frankfurts Oberbürgermeister 1945–1995. Ein Beitrag zur Kulturgeschichte der Stadt. Societäts-Verlag, Frankfurt am Main 2012, ISBN 978-3-942921-66-4.
- Generation Hitlerjugend. Reflexionen über eine Verführung. Axel Dielmann Verlag, Frankfurt am Main 2018, ISBN 978-3-86638-229-9.